# Martin Ďurica
Martin Ďurica (Žilina, 11 luglio 1981) è un ex calciatore slovacco, di ruolo centrocampista.

## Carriera

### Club
Ha giocato nei campionati slovacco, svizzero, israeliano e ceco.

### Nazionale
Conta 5 presenze e una rete con la propria nazionale.

## Palmarès

### Club

#### Competizioni nazionali
- Campionato slovacco: 4

Žilina: 2001-2002, 2002-2003, 2003-2004
Artmedia Petržalka: 2007-2008
- Coppa di Slovacchia: 1

Artmedia Petržalka: 2007-2008